# Gymnelopsis
Gymnelopsis is een geslacht van straalvinnige vissen uit de familie van puitalen (Zoarcidae).

## Soorten
- Gymnelopsis brashnikovi Soldatov, 1922
- Gymnelopsis brevifenestrata Anderson, 1982
- Gymnelopsis humilis Nazarkin & Chernova, 2003
- Gymnelopsis ocellata Soldatov, 1922
- Gymnelopsis ochotensis (Popov, 1931)